# 夏宁宁
夏宁宁（1987年1月4日—）出生于中华人民共和国山东省青岛，是一名中国足球运动员，司职左后卫或左前卫，现效力于上海申鑫。

## 职业生涯

### 青年队
- 1999年进入山东鲁能泰山的鲁能足校。

### 俱乐部
- 2007年进入山东鲁能泰山一队。
- 2008年开始获得联赛出场机会，先后5次替补出场担任左后卫。2009年获得更多出场机会。在2010年中国足球超级联赛客场对阵江苏舜天的比赛中，夏宁宁防守时膝盖撞上门柱，导致伤病。
- 2014年初加盟中甲球队天津松江。

### 国家队
- 2006年入选中国国青队集训大名单。

## 荣誉

### 山东鲁能泰山
- 中国足球超级联赛冠军：2008、2010